# Видеоигра
Видеоиграта е вид електронна игра, чийто потребителски интерфейс позволява на играча да получава обратна визуална връзка на видео показващо устройство като сензорен екран, шлем за виртуална реалност, компютърен монитор или телевизор. От 80-те години на XX век видеоигрите се превръщат във все по-важна част от развлекателната индустрия.
Електронните устройства, на които могат да се изпълняват видеоигри, са известни като платформи. Видеоигрите се разработват и издават за една или няколко такива платформи и може да не работят на други платформи. Специализирани платформи, като аркадните игри, които представляват видеоигри в голям шкаф, обикновено оборудван с монетен автомат, са масови през 80-те години, но губят популярност с въвеждането на други, по-евтини платформи. Сред тях са както специализирани устройства, като игралните конзоли, така и компютри с общо предназначение, като преносими компютри, настолни компютри или смартфони.
Входното устройство, използвано при видеоигрите, наричано игрови контролер, е различно при различните платформи. Често използвани контролери са геймпадове, джойстици, мишки, клавиатури, сензорни екрани на мобилни устройства и дори човешкото тяло чрез сензорни устройства, като „Кинект“. Играчите следят играна на показващо устройство, като телевизор или компютърен монитор. Игрите често имат звукови ефекти, музика или гласови реплики, които се предават чрез високоговорители или слушалки. Някои игри включват хаптични и вибрационни ефекти и други елементи на виртуална реалност.
От 80-те години индустрията на видеоигрите се обособява като самостоятелен стопански отрасъл с постоянно нарастващо значение. През 2010-те години основни фактори за растежа на сектора са ръста на пазарите в Азия и развитието на игрите за мобилни устройства. Към 2018 година обемът на продажбите на видеоигри по света се оценява на 135 милиарда щатски долара. В Съединените щати те са третият по големина подотрасъл на развлекателната индустрия след ефирната и кабелната телевизия.

## История
Първите видеоигри използват интерактивни електронни устройства с различни показващи устройства. Най-ранният пример е от 1947 година – на 27 януари Томас Голдсмит и Есъл Рей Ман подават заявка за американски патент за „Забавно устройство с катоднолъчева тръба“. Вдъхновено от дисплеите, използвани в радарната техника, то се състои от аналогово устройство, което дава възможност на потребителя да контролира векторна точка на екрана, симулирайки изстрелването на ракета по цели, които представляват статични рисунки на екрана.
Други ранни примера за видеоигри са компютърът „Нимрод“ от Британския фестивал през 1951 година, „OXO“ – морски шах на Аликзандър Дъглас за EDSAC от 1952 година, „Tennis for Two“ – електронна интерактивна игра на Уилям Хиджинботам от 1958 година, „Spacewar!“ на Мартин Грец, Стив Ръсел и Уейн Уиитанен за PDP-1 от 1961 година и хитовата „Pong“ – имитация на тенис на маса на „Атари“ от 1972 година. Всяка от тези игри използва различни показващи устройства – при „Нимрод“ това е панел от лампи, „OXO“ използва графичен дисплей,, „Tennis for Two“ – показва на осцилоскоп страничен изглед на тенис корт, а „Spacewar!“ използва векторния монитор на PDP-1, за да изобразява два биещи се космически кораба.
През 1971 година „Computer Space“, създадена от Нолан Бушнел и Тед Дабни, става първата серийно произвеждана видеоигра с монетен автомат. Тя използва за показващо устройство черно-бял телевизор, а компютърът ѝ е базиран на чипове TTL 7400. Играта е показана в научнофантастичния филм от 1973 година „Зеленият сойлент“. „Computer Space“ е последвана през 1972 година от „Магнавокс Одиси“, първата домашна игрална конзола. Създадена по модела на прототип от края на 60-те години на Ралф Баер, наречен „Браун Бокс“, тя също използва като изходно устройство стандартен телевизор. Тези устройства са последвани от две версии на „Pong“ на „Атари“ – аркадна от 1972 и домашна от 1975 година, които силно увеличават популярността на видеоигрите. Търговският успех на „Pong“ подтиква много други фирми да разработят имитации на играта за своите собствени системи, поставяйки началото на индустрията на видеоигрите.